# Giovanni da Verrazzano
Giovanni da Verrazzano, även Verrazano, född 1485 i Greve in Chianti i Toscana, död 1528 på Guadeloupe, var en italiensk upptäcktsresande som för fransk räkning seglade till Nordamerika under 1500-talet. Bron Verrazzano-Narrows Bridge i New York är uppkallad efter honom.